# Българско училище „Орфей“ (Линц)
Българското училище „Орфей“ (на немски: Bulgarische Schule „Orfej“) е училище на българската общност в град Линц, Австрия, с филиал в Кремс. Създадено е през 2009 г. по инициатива на Българо-австрийското родителско дружество, което след това го управлява. В училището се обучават деца от I до XII клас. През учебната 2022/2023 г. в него се обучават около 30 деца. Директор на училището от неговото основаване е Мариета Ридъл.
През 2010 г. то става член на Асоциацията на българските училища в чужбина. През учебните 2010/2011 и 2011/2012 г. е включено от Министерството на образованието и науката на България в програмата „Роден език и култура зад граница“. През учебната 2012/2013 г. училището е включено в списъка на българските неделни училища в чужбина.